# Пем Грир
Памела Сјузет „Пем” Грир (енгл. Pamela Suzette "Pam" Grier; рођен 26. маја 1949. у Винстон-Сејлему, Северна Каролина), америчка је позоришна, филмска и ТВ глумица и певачица.
Значајна глумица у филмовима о експлоатацији жена у затвору из 1970-их (Велика кућа за лутке, Жене у кавезу, Велики кавез за птице, Црна мама, Бела мама) и црначка израбљивања (Кофи, Фокси Браун). Добила је бројне номинације за улогу у филму Џеки Браун (1997) у режији Квентина Тарантина.
Глумила је у филмовима као што су Изнад закона (1988), Пакет (1989), Марс напада (1996), Бекство из Лос Анђелеса (1996), Џеки Браун (1997), Духови са Марса (2001), Навијачице (2019) и другим.